# ون بیورن (نیویورک)
ون بیورن، نیویورک (به انگلیسی: Van Buren, New York) یک سکونتگاه مسکونی در ایالات متحده آمریکا است که در شهرستان اونانداگا، نیویورک واقع شده‌است.

## خصوصیات
ون بیورن ۹۳٫۵ کیلومترمربع مساحت و ۱۳٬۱۸۵ نفر جمعیت دارد و ۱۸۹ متر بالاتر از سطح دریا واقع شده‌است.